# Grand Prix Belgii 1939

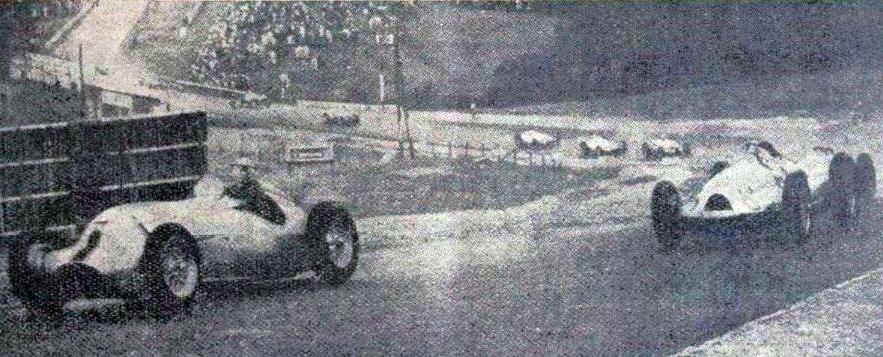
Giuseppe Farina i Hermann Paul Müller podczas Grand Prix Belgii 1939

Grand Prix Belgii 1939 (oryg. VIII Grand Prix de Belgique) – jeden z wyścigów Grand Prix rozegranych w 1939 roku oraz pierwsza eliminacja Mistrzostw Europy AIACR.

## Lista startowa
Na niebieskim tle kierowcy, którzy nie wzięli udziału w kwalifikacjach, lecz współdzielili samochód w czasie wyścigu
| Nr | Kierowca                | Zespół           | Samochód            | Silnik             |   |
| -- | ----------------------- | ---------------- | ------------------- | ------------------ | - |
| 2  | Tazio Nuvolari          | Auto Union AG    | Auto Union D        | Auto Union V-12    | ? |
| 4  | Rudolf Hasse            | Auto Union AG    | Auto Union D        | Auto Union V-12    | ? |
| 6  | Hermann Paul Müller     | Auto Union AG    | Auto Union D        | Auto Union V-12    | ? |
| 8  | Georg Meier             | Auto Union AG    | Auto Union D        | Auto Union V-12    | ? |
| 10 | Giuseppe Farina         | prywatny         | Alfa Romeo Tipo 316 | Alfa Romeo 20      | ? |
| 12 | Raymond Sommer          | prywatny         | Alfa Romeo Tipo 308 | Alfa Romeo 33      | ? |
| 14 | Robert Mazaud           | prywatny         | Delahaye T135CS     | Delahaye S-6       | ? |
| 16 | Emmanuel de Graffenried | Ecurie Autosport | Maserati 6C-34      | Maserati S-6       | ? |
| 18 | Louis Gérard            | prywatny         | Delahaye T135CS     | Delahaye S-6       | ? |
| 20 | Rudolf Caracciola       | Daimler-Benz AG  | Mercedes-Benz W154  | Mercedes-Benz V-12 | ? |
| 22 | Hermann Lang            | Daimler-Benz AG  | Mercedes-Benz W154  | Mercedes-Benz V-12 | ? |
| 24 | Manfred von Brauchitsch | Daimler-Benz AG  | Mercedes-Benz W154  | Mercedes-Benz V-12 | ? |
| 26 | Richard Seaman          | Daimler-Benz AG  | Mercedes-Benz W154  | Mercedes-Benz V-12 | ? |
| 28 | Adolfo Mandirola        | prywatny         | Maserati 8CM        | Maserati S-8       | ? |
| Nr | Kierowca                | Zespół           | Samochód            | Silnik             |   |

## Wyniki

### Wyścig
Źródło: statsf1
| P                                                     | + / – | Nr | Kierowca                | Konstruktor   | Okr. | Czas / Strata     | Komentarz |
| ----------------------------------------------------- | ----- | -- | ----------------------- | ------------- | ---- | ----------------- | --------- |
| 1                                                     | 1     | 22 | Hermann Lang            | Mercedes-Benz | 35   | 3h20:21,0         |           |
| 2                                                     | 2     | 4  | Rudolf Hasse            | Auto Union    | 35   | +0:16,9           |           |
| 3                                                     | 6     | 24 | Manfred von Brauchitsch | Mercedes-Benz | 35   | +1:53,0           |           |
| 4                                                     | 6     | 12 | Raymond Sommer          | Alfa Romeo    | 33   | +2 okr            |           |
| 5                                                     | 6     | 14 | Robert Mazaud           | Delahaye      | 31   | +4 okr            |           |
| 6                                                     | 6     | 18 | Louis Gérard            | Delahaye      | 30   | +5 okr            |           |
| Niesklasyfikowani                                     |       |    |                         |               |      |                   |           |
|                                                       |       | 2  | Tazio Nuvolari          | Auto Union    | 28   | Wypadł z torun    |           |
|                                                       |       | 6  | Hermann Paul Müller     | Auto Union    | 26   | Zawór             |           |
|                                                       |       | 26 | Richard Seaman          | Mercedes-Benz | 21   | Tragiczny wypadek |           |
|                                                       |       | 10 | Giuseppe Farina         | Alfa Romeo    | 20   | Doładowanie       |           |
|                                                       |       | 28 | Adolfo Mandirola        | Maserati      | 19   | Przednia oś       |           |
|                                                       |       | 8  | Georg Meier             | Auto Union    | 13   | Wypadł z toru     |           |
|                                                       |       | 20 | Rudolf Caracciola       | Mercedes-Benz | 7    | Wypadł z toru     |           |
| Nie wystartowali / niedopuszczeni do ponownego startu |       |    |                         |               |      |                   |           |
|                                                       |       | 16 | Emmanuel de Graffenried | Maserati      |      |                   |           |
| P                                                     | + / – | Nr | Kierowca                | Konstruktor   | Okr. | Czas / Strata     | Komentarz |

### Najszybsze okrążenie
Źródło: silhouet.com
| Nr | Kierowca     | Konstruktor   | Czas   | Okr. |
| -- | ------------ | ------------- | ------ | ---- |
| 22 | Hermann Lang | Mercedes-Benz | 5:19,9 |      |